# Crkvine (gmina miejska Mladenovac)
Crkvine (cyr. Црквине) – wieś w Serbii, w mieście Belgrad, w gminie miejskiej Mladenovac. W 2011 roku liczyła 195 mieszkańców.